# Borolia steniptera
Borolia steniptera là một loài bướm đêm trong họ Noctuidae.